# Ansonia jeetsukumarani
Ansonia jeetsukumarani es una especie de anfibio anuro de la familia Bufonidae.

## Distribución geográfica
Esta especie es endémica de la Malasia peninsular. Se encuentra en la colina de Fraser en Pahang y Sungai Pergau en Kelantan entre los 1059 y 1125 metros sobre el nivel del mar.

## Descripción
Los machos miden hasta 20 mm y las hembras hasta 25 mm.

## Etimología
Esta especie lleva el nombre en honor a Jeet Sukumaran.

## Taxonomía
En 1922, Malcolm Arthur Smith observó dos especímenes de esta especie al atribuirlos erróneamente a Bufo penangensis.

## Publicación original
- Wood, Grismer, Ahmad & Senawi, 2008: Two New Species of Torrent-dwelling Toads Ansonia Stoliczka, 1870 (Anura: Bufonidae) from Peninsular Malaysia. Herpetologica, vol. 64, n.º 3, p. 321-340[6]